# My Indigo
My Indigo je sólový hudební projekt nizozemské zpěvačky a skladatelky Sharon den Adel, známé ze symfonicmetalové hudební skupiny Within Temptation. Na projektu začala pracovat ke konci roku 2016 po skončení turné k albu Hydra, jelikož dle vlastních slov neměla dostatek energie na skládání nových písní spolu s kapelou. Rozhodla se proto nepsat skladby pro Within Temptation, ale sama pro sebe, přičemž se dle den Adel jednalo o způsob terapie, kterým se vyrovnávala s blíže neurčenou rodinou krizí. Ze složeného materiálu vzešly skladby pro album My Indigo, které vydala v dubnu roku 2018. Na tomto albu se den Adel žánrově odklonila od své domovské kapely a napsala popové písně.

## Diskografie
- My Indigo (2018)